# Kasimir 4. Jagiellon af Polen
Kasimir IV af Polen (polsk: Kazimierz IV Jagiellończyk,  udtale ?; litauisk: Kazimieras Jogailaitis), født 30. november 1427, død 7. juni 1492, var fra Gediminas-slægten, storfyrste af Litauen fra 1440 og konge af Polen fra 1447.
Kasimir var søn af Vladislav II Jagello, bror til Vladislav III af Polen, far til Johan I Albrecht, Aleksandras I og Žygimantas Senasis. Kasimir besejrede den mægtige og ekspansionssultne Tyske Orden i Preussen, og forvandlede Preussen til en polsk vasal. Under hans regeringstid voksede den polsk-litauiske realunion til en betydende stormagt.
Kazimieras Jogailaitis fik på grund af Jagiellos-slægtens succes mod de rivaliserende Luxembourgske og Anjouske dynastier posthumt tilnavnet "Centraleuropas Far". Hans efterkommere fandtes i næsten alle de central-europæiske kongehuse.
Kasimirs ældste søn, Władysław II Jagiellończyk, kom på Bøhmens trone (1471) og senere også i Ungarn (1490), hans anden søn, Kazimierz Święty blev som 13-årig tilbudt den ungarske trone i 1471 af oprørske adelige. Han døde som 26-årig i 1484 og blev kanoniseret i 1522; Jogailaitis' efterfølgende tre sønner, Johan I Albrecht, Alexander Jagiellon og Zygmunt I den ældre efterfulgte hinanden som storfyrste af Litauen og konge af Polen. Den sjette søn, Fryderyk Jagiellon, blev kardinal og ærkebiskop af Polen. Datteren Sofia blev gift med Brandenburgs fyrste, med hvem hun fik sønnen Albrecht von Brandenburg-Ansbach, der blev den sidste stormester over Ordensstaten Preussen. Jogailaitis' to øvrige døtre, Barbara og Jadwiga Jagiellon, blev giftet ind i de saksiske og bayerske fyrstehuse.